# NK Grafičar-Vodovod Osijek
NK Grafičar-Vodovod je nogometni klub iz grada Osijeka. 

## Povijest
Grafičar-Vodovod osnovan je kao Sportsko društvo Grafičar 1926. godine u osječkoj Retfali. Sportsko društvo bilo je sastavljeno od brojnih sportova, uključujući rukomet, nogomet, boćanje.
Klupske boje 1932. bile su purpurna, cvrena, zlatna, plava, srebrena, crna, a klupska adresa Dom grafičkih radnika.
Tijekom povijesti nosio je nekoliko imena:
- ŠK Grafičar (od 1926.)
- FD Grafičar (od 1945.)
- FD Tipograf (od 1946.)
- SD Mladost (od 1947.)
- SD Grafičar (od 1948.)
- NK Grafičar-Vodovod (od 1992.)

## Uspjesi
- 3. HNL – Istok: prvak 2008./09.

Najveći uspjeh nogometaši Grafičar Vodovoda ostvarili su u sezoni 2005./06., kada su osvojili drugo mjesto u 2. HNL – Sjever, ali su zbog neispunjavanja uvjeta za Jedinstvenu Drugu ligu, natjecanje u sezoni 2006./07. započeli u 3. HNL – Istok, gdje su zauzeli sedmo mjesto. 
Sezona 2007./08. ponovo je donijela rezultatski, no ne i hijerarhijski uspon. Unatoč sjajnoj sezoni i osvojenom drugom mjestu na trećeligaškom istoku (isti broj bodova kao i prvak HNK Suhopolje), Grafičar Vodovodu ponovo je uskraćena licenca za 2. HNL zbog nedostataka u infrastrukturi.
2008. godine osnovana je Grafičarova navijačka skupina Legia Retfala.